# Нинуа, Ника
Ника Нинуа (груз. ნიკა ნინუა; род. 22 июня 1999, Тбилиси, Грузия) — грузинский футболист, полузащитник.

## Биография

### Клубная карьера
Воспитанник академии тбилисского «Динамо». Дебютировал за основной состав команды в чемпионате Грузии в сезоне 2016/17, сыграв в свой дебютный сезон 6 матчей. С 2018 года был основным игроком команды и в 2019 году вместе с «Динамо» стал чемпионом Грузии.
14 августа 2020 года Нинуа подписал контракт на 4 года с греческим клубом ПАОК. По информации СМИ, сумма трансфера составила 850 000€.

### Карьера в сборной
C 2014 года активно выступал за юношеские и молодёжную сборные Грузии.

## Достижения
«Динамо» Тбилиси
- Чемпион Грузии: 2019